# Tipularia
Tipularia é um género botânico pertencente à família das orquídeas (Orchidaceae).